# Wim Winters

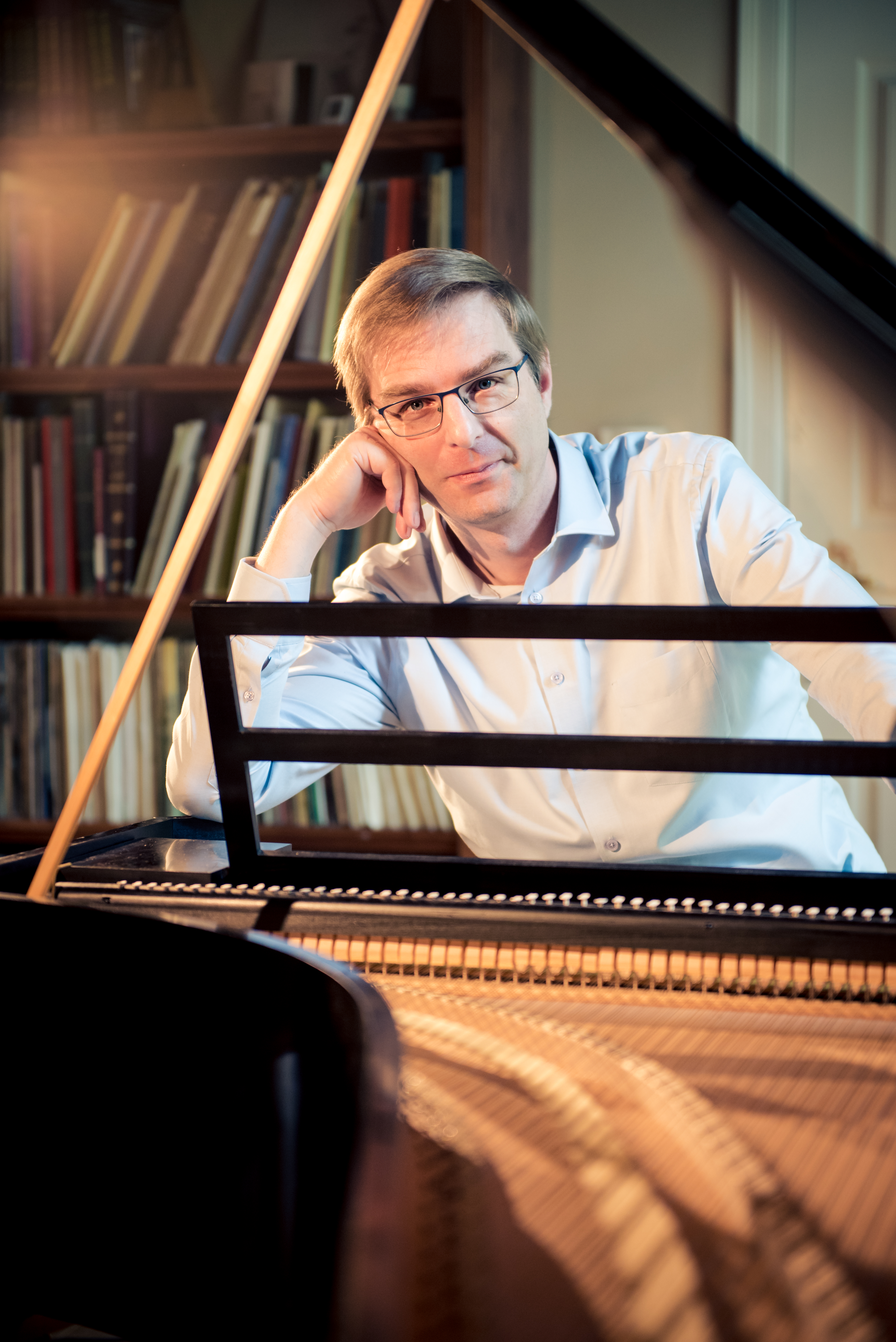
Winters (2020)

Wim Winters (Lommel, 6 maart 1972) is een Belgisch klavichordspeler en organist.

## Levensloop
Winters was twaalf toen hij in 1984 muziekstudies aanvatte. Het jaar daarop nam hij deel aan het Internationaal Orgelconcours voor amateurs in Boxtel (Nederland) en behaalde de Eerste prijs. Hij besloot toen beroepsmusicus te worden. Vanaf 1990 volgde hij de lessen aan het Sweelinck Conservatorium in Amsterdam: orgel bij Jacques van Oortmerssen en piano bij Willem Brons. Deze studies voltooide hij in 1998 met grootste onderscheiding.
Tijdens zijn opleiding volgde hij ook nog cursussen bij Jean Boyer, Hans van Nieuwkoop, Hans Davidsson en Harald Vogel.
Hij nam deel aan verschillende orgelwedstrijden:
- 1994: Tweemaal Eerste prijs (barok en romantiek) op het Studentenorgelconcours Leiden
- 1997: Derde prijs op het internationaal orgelconcours in Brugge, in het kader van het Festival Oude Muziek
- 1999: Derde prijs op het internationaal concours 'Europa en het orgel' in Maastricht
- 1999: Derde prijs op het Schnitger Orgelconcours in Alkmaar.

Sindsdien heeft hij veel geconcerteerd, onder meer in Frankrijk, Duitsland, Nederland, Spanje en België.
Zijn belangstelling voor de historische uitvoeringspraktijk bracht hem er toe vaak het klavichord te bespelen. Vanaf 2008 gaf hij concerten rond het oeuvre van de familie Bach, Mozart, Haydn en Beethoven, op een ongebonden klavichord van 5 octaven, gebouwd door de Belgische bouwer Joris Potvlieghe. 
Hij treedt tevens als ontwerper op bij de restauratie van monumentale orgels in Vlaanderen.
Hij was coördinator voor de Contius Foundation in België die een Contiusorgel bouwde in Leuven. De ontwerpen voor een dergelijk orgel in de Sint-Pieterskerk stuitten op heel wat bezwaren. In juni 2010 werd bouwvergunning verleend voor het bouwen van het Contiusorgel in de Sint-Michielskerk. Dit orgel werd in 2021 voltooid door Joris Potvlieghe en 'virtueel' ingespeeld op 28 mei 2021. Wim Winters treedt op als titularis-organist van dit orgel in opdracht van de Contius Foundation

## Activiteit als vlogger
In 2014 begon Wim Winters met een YouTube-kanaal, AuthenticSound, waarop hij zijn visies uiteenzet over historische uitvoeringspraktijk en opnames deelt van belangrijke uitvoerders ter zake. Zo verdedigt hij onder meer de controversiële, onder meer door Lorenz Gadient aangehangen 'double beat theory', die stelt dat de metronoommarkeringen van Beethoven en tijdgenoten gehalveerd moeten worden.